# Seinura oxurus
Seinura oxurus är en rundmaskart. Seinura oxurus ingår i släktet Seinura och familjen Aphelenchidae. Inga underarter finns listade i Catalogue of Life.